# オラニエスタッド (シント・ユースタティウス島)
オラニエスタッド（Oranjestad）は、カリブ海の小アンティル諸島にあるオランダの特別自治体、シント・ユースタティウス島の中心地である。英語名のオレンジタウン（Orangetown）でも知られる。広域人口は約2,200人（コンコルディアを含む、2001年）。
歴史のある港町で、オランダ植民地時代の町並みを残す。17世紀から18世紀にかけては貿易で栄え、シント・ユースタティウス島は「ゴールデン・ロック」の異名で呼ばれた。最盛期のオラニエスタッドには30,000人の住民が暮らしていた。
オラニエスタッドには、シント・ユースタィウス島の歴史などが分かる博物館や、17世紀に名をはせたオラニェ砦（fort Oranje）などの砦がある。1775年に建設されたホーネン・ダリム・シナゴーグは現在は遺跡となっているが、新大陸で建てられた最古のシナゴーグである。